# Olympische Sommerspiele 2012/Teilnehmer (Haiti)
| Gelbes Symbol für Goldmedaillen mit stilisierten Olympischen Ringen | Graues Symbol für Silbermedaillen mit stilisierten Olympischen Ringen | Braundes Symbol für Bronzemedaillen mit stilisierten Olympischen Ringen |
| ------------------------------------------------------------------- | --------------------------------------------------------------------- | ----------------------------------------------------------------------- |
| —                                                                   | —                                                                     | —                                                                       |

Haiti nahm in London an den Olympischen Spielen 2012 teil. Es war die insgesamt 15. Teilnahme an Olympischen Sommerspielen.

## Teilnehmer nach Sportarten

### Judo
| Frauen            |                  |                                |         |    |
| Linouse Desravine | Klasse bis 52 kg | Mönchbaataryn Bundmaa Mongolei | 000-100 | 17 |

### Leichtathletik
Laufen und Gehen
| Athleten       | Wettbewerb   | Vorlauf          | Vorlauf          | Halbfinale       | Halbfinale       | Finale           | Finale           | Rang             |
| Athleten       | Wettbewerb   | Zeit             | Rang             | Zeit             | Rang             | Zeit             | Rang             | Rang             |
| -------------- | ------------ | ---------------- | ---------------- | ---------------- | ---------------- | ---------------- | ---------------- | ---------------- |
| Frauen         |              |                  |                  |                  |                  |                  |                  |                  |
| Marlena Wesh   | 200 m        | nicht angetreten | nicht angetreten | nicht angetreten | nicht angetreten | nicht angetreten | nicht angetreten | nicht angetreten |
| Marlena Wesh   | 400 m        | 51,98 s          | 3                | 52,49 s          | 8                | ausgeschieden    | ausgeschieden    | 19               |
| Männer         |              |                  |                  |                  |                  |                  |                  |                  |
| Moise Joseph   | 800 m        | 1:48,46 min      | 8                | ausgeschieden    | ausgeschieden    | ausgeschieden    | ausgeschieden    | 36               |
| Jeffrey Julmis | 110 m Hürden | 13,87 s          | 8                | ausgeschieden    | ausgeschieden    | ausgeschieden    | ausgeschieden    | 38               |

Werfen und Springen
| Athleten    | Wettbewerb | Qualifikation | Qualifikation | Finale     | Finale | Rang |
| Athleten    | Wettbewerb | Weite/Höhe    | Rang          | Weite/Höhe | Rang   | Rang |
| ----------- | ---------- | ------------- | ------------- | ---------- | ------ | ---- |
| Männer      |            |               |               |            |        |      |
| Samyr Laine | Dreisprung | 16,81 m       | 6             | 16,65 m    | 11     | 11   |